# Буц, Эдвард Антонович
Эдвард Антонович Буц (24 марта 1926—2013 (после 18 апреля)) — боец Армии Крайовой, заключённый ГУЛага, председатель забастовочного комитета в 10-м лаготделении Речлага при шахте № 29 во время Воркутинского восстания.

## Биография
Родом из крестьян. По национальности поляк. Родился в селе Надыбы Самборского района Дрогобычской области. Окончил 6 классов. По словам самого Буца, перед войной его родители Мечислав и Розалия Буца жили в Фельштине, позднее работали в военном пансионе в Трускавце.

### Война
В 1940 году, в возрасте 15 лет, он вступил в Армию Крайову, воевал в районе Львова. Занимался распространением подпольных газет, сотрудничая с нелегальной организацией в Новом Самборе. Вскоре был арестован немцами, но в Судетах ему удалось бежать. Примерно через год ему удалось вернуться в Новый Самбор и присоединиться к польским партизанам. Второй раз его арестовали с помощью украинской полиции, Буц был переведён в гестапо и должен был быть доставлен в Берлин. Но ему удалось избежать депортации, сбежав с поддельными документами. По его словам, он некоторое время работал в так называемой ликвидационной тройке, но большую часть времени был связным звена АК.
По источникам советских спецслужб вступил в Самборскую организацию АК под псевдонимом «Лев» только в январе 1944. Позднее действовал в рамках подпольной организации «NIE» ("нет"). Был обвинён советскими спецслужбами в том, что по приказу «Лесного отдела» АК в январе 1945 совершил террористический акт против Жигадловского, представителя Временного Национального Польского Правительства при Самборском комитете по переселению поляков в Польшу. В апреле 1945 принимал участие в нападении на квартиру тов. Шпрунке, который при этом погиб. Принимавшая участие в АК Мирослава Яворская подтверждает, что Эдвард Буц был командиром группы ликвидаций.

### Арест и заключение
4 мая 1945 года арестован ОТО НКГБ станции Самбор Львовской железной дороги. По словам Мирославы Яворской, арест Буца и последовавшие жесткие допросы привели к новым арестам. В августе 1945 Военным трибуналом Львовской железной дороги по ст. 54-1 «а», 54-8, 54-11 и 174 ч. 3 УК УССР приговорён к расстрелу. 9 октября 1945 года Президиум Верховного Совета СССР заменил высшую меру наказания на 20 лет каторжных работ.
Этапирован в Воркуту, затем перемещён в Речлаг, особый лагерь для политзаключённых.

#### Воркутинское восстание
26 июля 1953 года 10 отделение Речлага, где содержался Буц, забастовало:459. В этот день Буц в бараке десятников шахты говорил «Мы Вас не трогаем, но не вздумайте выводить людей на работу».
Буц был избран председателем забастовочного комитета:570.
27 июля после того, как администрация попыталась вывезти со склада на территории зоны продукты Буц сказал, обращаясь заключённым «Товарищи! Не дадим ни одного грамма продуктов ни воинской части, ни надзирателям»:517. После этого он потребовал от дежурного по лаготделению Несанова вызвать и. о. начальника 10 лаготделения капитана Голякова и, выступив перед толпой около 1000 или 1500 заключенных, выдвинул 5 требований.
1. Освободить и вернуть в лаготделение выведенных на этап 52 заключённых или их трупы.
2. Вернуть заключенных, оставленных администрацией шахты на шахте.
3. Не вывозить из лагеря продукты и кормить заключённых по установленной норме.
4. Не допускать прихода в зону оперативного состава.
5. Вызвать к ним на переговоры представителя ЦК КПСС[7]:462.

Буц призывал заключенных не враждовать между собой, он говорил «Если мы поднимем между собой шум, то нас перестреляют, и начатое наше дело пропадёт». В день приезда московской комиссии Буц предупреждал, что для встречи с комиссией, должны явиться назначенные старшими по баракам:517.
За участие в забастовке осуждён лагерным судом Речлага, к неотбытому наказанию прибавлено 10 лет заключения.
В октябре 1957 находился в Потьме (Дубравлаг).

### В Польше
В 1958 году передан польским властям. 30 июня 1958 года областной суд в Лодзи подтвердил вердикт советского военного трибунала и приговорил Буца к 13 года лишения свободы и 5 года поражения в гражданских правах. Как исполнение наказания ему было зачтёно время пребывания в советских лагерях. В 1959 году нашёл работу на угольной шахте в Катовицах в Верхней Силезии. Продолжал оставаться под наблюдением польских спецслужб. Отказано в получении заграничного паспорта.

### Побег и жизнь заграницей
В начале 1970-х решился на побег. Несколько октябрьских дней скрывался у места стоянки иностранных большегрузов. Прорезав тент, проник в кузов транзитного грузовика, не подлежащего таможенному контролю. Благополучно бежал в Швецию.
В 1976 опубликовал воспоминания «Воркута» (Vorkuta), которые вышли в переводе на английский в Англии. После этого, по словам Буца, им заинтересовались польские спецслужбы и он срочно переехал в Канаду. В Канаде жил в Летбридже, провинция Альберта.

### Суд о компенсации
В 1999 году начал процесс о получении компенсации за годы проведённые в ГУЛаге. В 2013 году вернулся в Польшу из Канады и поселился в Щецине. 28 марта 2013 окружной суд в Щецине удовлетворил иск Буца по выплате ему компенсации за 13 лет в ГУЛаге в размере 565 тысяч злотых, но отклонил иск в 177 тысяч злотых за компенсацию упущенной выгоды, поданный по той причине, что Буц, находясь в заключении, не имел возможности работать на оплачиваемой работе. Данное решение суда получило широкую огласку в прессе и считается прецедентным. На суде Буц сказал «Я болен, я не могу ходить, у меня проблемы с бёдрами, мне всё время надо принимать лекарства. Но для меня самое главное, что я постоянно нахожусь в Польше, потому что это моя родина». Буц скончался в том же 2013 году.
18 феврале 2014 года реабилитирован польским судом по решению Лодзинского суда 1958 года.

## Семья
- Жена (с 1968[c]) — Зоя урождённая ? (?—18 октября 2008)[13]
  - Дочь — Лила, живёт в Швеции[13]
  - Сын — Леон, живёт в Швеции[13]
- Сестра — Кристина[3]
- Сестра — Янина[3]

## Книги
- Edward Buca. Vorkuta. translated from the Polish by Michal Lisinski and Kennedy Wells. London: Constable, 1976. 352 p. ISBN 0094608806 ISBN 978-0094608801
- Перевод книги Vorkuta на японский язык. 1980.
- Edward Buca. W piekle czerwonego imperium. 1993.

## Комментарии
1. ↑  По-видимому, правильная русская транскрипция имени и фамилии Эдвард Буца, однако во всех известных советских документах используется транскрипция Буц.
2. ↑  Имя отца, которое указывает сам Буца в своих воспоминаниях, не соответствует отчеству "Антонович", приведённому в советских документах. Это может быть связано с намеренным искажением имени отца при аресте, но точного объяснения нет.

Зоя Буца, жена Эдварда

3. ↑  В некрологе Зои Буца сказано о 40-летнем браке[13], что означает, что брак был заключён в Польше до побега Эдварда в Швецию. Остаётся неясным, каким образом воссоединилась семья.